# Mount Pitman
Mount Pitman ist ein 1830 m hoher und hauptsächlich vereister Berg mit zwei kuppelförmigen Gipfeln nahe der Rymill-Küste im Palmerland auf der Antarktischen Halbinsel. Er ragt 15 km landeinwärts des George-VI-Sunds zwischen dem Riley- und dem Chapman-Gletscher auf.
Teilnehmer der British Graham Land Expedition (1934–1937) unter der Leitung des australischen Polarforschers John Rymill nahmen 1936 erste Vermessungen vor. Das UK Antarctic Place-Names Committee benannte ihn 1954 nach dem Zimmerer E. L. Pitman aus Byfleet in der Grafschaft Surrey, der für Rymills Forschungsreise eine verbesserte Form des Nansenschlittens entwickelt hatte.